# Arroyo Artilleros
Der Arroyo Artilleros ist ein Fluss im Süden Uruguays.
Er entspringt auf dem Gebiet des Departamento Colonia nördlich von Santa Ana und El Ensueyo. Von dort fließt er in südliche bis südöstliche Richtung. Er mündet am Ostrand Santa Anas und westlich von Artilleros als linksseitiger Nebenfluss in den Río de la Plata.